# Frederik Bergmann Larsen
Frederik Bergmann Larsen (12. oktober 1839 i Randers - 19. april 1916 i Hadsten), bedre kendt som Doktor Larsen, var en berømt dansk læge fra Hadsten. I bogen Jyske byer og deres mænd står, at hans patienter fra Skagen, Ribe, Ringkøbing og Grenå søgte "Mirakeldoktoren" i Hadsten. Han var kendt for sin store menneskelige indsigt og medicinske dygtighed.

## Opvækst
Larsen var søn af overvagtmester ved 5. Dragonregiment i Randers. Han blev student fra Randers lærde Skole i 1863 og deltog, mens han læste medicin i 2. Slesvigske Krig som underlæge ved infanteriregimentet. Her blev han taget til fange af tyskerne under stormen af Dybbøl Banke 18. april 1864.
Efter krigen tog han lægeeksamen i 1866 og blev assistent ved lægen i Ørsted. Doktor Larsen flyttede til Hadsten den 15. februar 1868 og boede kortvarigt i Hadsten Mølle, inden han købte en stor byggegrund, der i dag indeholder hele Hadsten midtby. I 1869 blev han gift med Petra Dorthea Magdalene Kühnel fra Tønder.

## Sankt Pauls Kirke
Uddybende artikel: Sankt Pauls Kirke (Hadsten).
I årene op til 1. verdenskrig var indbyggertallet vokset støt i Hadsten Stationsby, og der var behov for en kirke. Derfor skænkede Dr. Larsen 10.000 kvadratalen (3.940 m2) jord til formålet. Han nåede aldrig at se kirken blive opført. Plejedatteren Eva Larsen valgte at støtte opførelsen af tårnet til minde om sine forældre.